# エイブラハム&ストラウス
エイブラハムス＆ストラウス は、アメリカ合衆国ニューヨークに本部があった百貨店。ベースはブルックリン。メイシーズは1994年にエイブラハムス＆ストラウスを買収し、A&Sのブランドを終了している。現在、A&Sブランドの殆どは、メイシーズ・ブランドに名義変更されA&Sというロゴは消滅してしまった、一部のA&Sは、スターンズと名称を変えて営業している。尚、スターンズは、メイシーズの所有するブランドのひとつ。

## 歴史
1865年、ブルックリンで創業。創業者はエイブラハム・エイブラハムという22才の青年だった。ブルックリン橋がオープンすると、ウィラーズ・フォリーと呼ばれていた店舗を買収した。
1893年4月1日、ネイサン・ストラウス、イジドー・ストラウスのストラウス兄弟とサイモン・ロスチャイルドは、エイブラハムスの店舗を買収。名称をエイブラハムス＆ストラウスとした。
その後、エイブラハムス＆ストラウスは順調に営業を続け、ストラウス兄弟はメイシーズの経営チームにも参画した。
1912年、イシドーと彼の妻は、タイタニック号に乗り合わせ死亡している。